# 貢岑山
47°4′3″N 9°26′2″E / 47.06750°N 9.43389°E

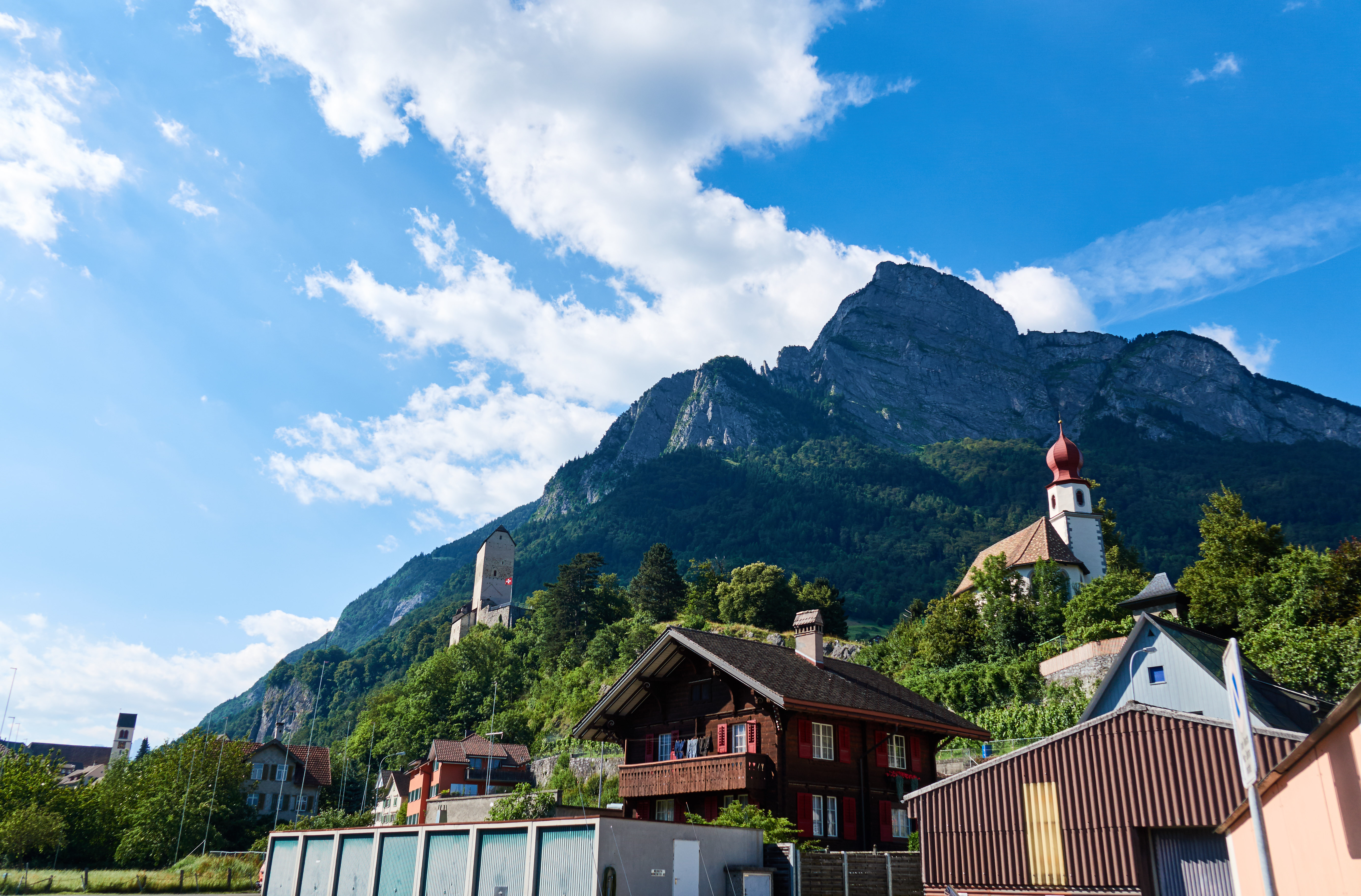

貢岑山（Gonzen），是瑞士的山峰，位於該國東北部，由聖加侖州負責管轄，屬於阿彭策爾阿爾卑斯山脈的一部分，海拔高度1,830米，每年平均降雨量1,954毫米。

## 外部連結
- Gonzen on Hikr （页面存档备份，存于）